# Alexander Morozov (artiste)
Pour les articles homonymes, voir Morozov.
 (avril 2025).
 (avril 2025).
La mise en forme du texte ne suit pas les recommandations de Wikipédia : il faut le « wikifier ».
Les points d'amélioration suivants sont les cas les plus fréquents. Le détail des points à revoir est peut-être précisé sur la page de discussion.
- Les titres sont pré-formatés par le logiciel. Ils ne sont ni en capitales, ni en gras.
- Le texte ne doit pas être écrit en capitales (les noms de famille non plus), ni en gras, ni en italique, ni en « petit »…
- Le gras n'est utilisé que pour surligner le titre de l'article dans l'introduction, une seule fois.
- L'italique est rarement utilisé : mots en langue étrangère, titres d'œuvres, noms de bateaux, etc.
- Les citations ne sont pas en italique mais en corps de texte normal. Elles sont entourées par des guillemets français : « et ».
- Les listes à puces sont à éviter, des paragraphes rédigés étant largement préférés. Les tableaux sont à réserver à la présentation de données structurées (résultats, etc.).
- Les appels de note de bas de page (petits chiffres en exposant, introduits par l'outil «  Source ») sont à placer entre la fin de phrase et le point final[comme ça].
- Les liens internes (vers d'autres articles de Wikipédia) sont à choisir avec parcimonie. Créez des liens vers des articles approfondissant le sujet. Les termes génériques sans rapport avec le sujet sont à éviter, ainsi que les répétitions de liens vers un même terme.
- Les liens externes sont à placer uniquement dans une section « Liens externes », à la fin de l'article. Ces liens sont à choisir avec parcimonie suivant les règles définies. Si un lien sert de source à l'article, son insertion dans le texte est à faire par les notes de bas de page.
- La présentation des références doit suivre les conventions bibliographiques. Il est recommandé d'utiliser les modèles {{Ouvrage}}, {{Chapitre}}, {{Article}}, {{Lien web}} et/ou {{Bibliographie}}. Le mode d'édition visuel peut mettre en forme automatiquement les références.
- Insérer une infobox (cadre d'informations à droite) n'est pas obligatoire pour parachever la mise en page.

Pour une aide détaillée, merci de consulter Aide:Wikification.
Si vous pensez que ces points ont été résolus, vous pouvez retirer ce bandeau et améliorer la mise en forme d'un autre article.
 (avril 2025).
Alexander Morozov (en russe : Александр Александрович Морозов), né le 22 mars 1974 à Louhansk en RSS d'Ukraine (Union soviétique), est un artiste placticien et peintre. Ses œuvres couvrent divers média — peinture, installations, son et sculpture — lui permettant d’exprimer ses idées de manière flexible et multidimensionnelle[Interprétation personnelle ?].
Au cœur de sa démarche artistique se trouve l’histoire sociale de l’Europe de l’Est[réf. souhaitée], ses contradictions et son influence sur le destin des individus confrontés aux systèmes étatiques et à l’injustice sociale.
À travers des pratiques conceptuelles et analytiques, Morozov cherche à interpréter la mémoire collective et personnelle, abordant les thèmes de l’impérialisme, de la colonisation et de l’hégémonie occidentale. Un aspect essentiel de son travail réside dans l’exploration de la figure du « petit homme » — un individu qui se dresse face à la machine de l’État. Morozov s’intéresse à la façon dont ces personnes vivent et comprennent les répressions étatiques et les tragédies du passé, un sujet particulièrement pertinent dans le contexte des processus de décolonisation et de quête de vérité historique. 
Ses projets invitent les spectateurs à réfléchir sur cet héritage lourd et les événements traumatisants, créant un espace de dialogue et de réinterprétation des récits établis.

## Éducation
Collège d’art de Louhansk (Pratique artistique à Lviv), Ukraine (1989–1994).
Académie des Beaux-Arts de Saint-Pétersbourg, Russie (1996–2002).
Institut ProArte, Stage. Nouvelles technologies dans l’art contemporain» (professeur Alexey Shulgin ), Saint-Pétersbourg, Russie (1999–2000)

## Sélection d'œuvres

### Air particulièrement lent. 2020

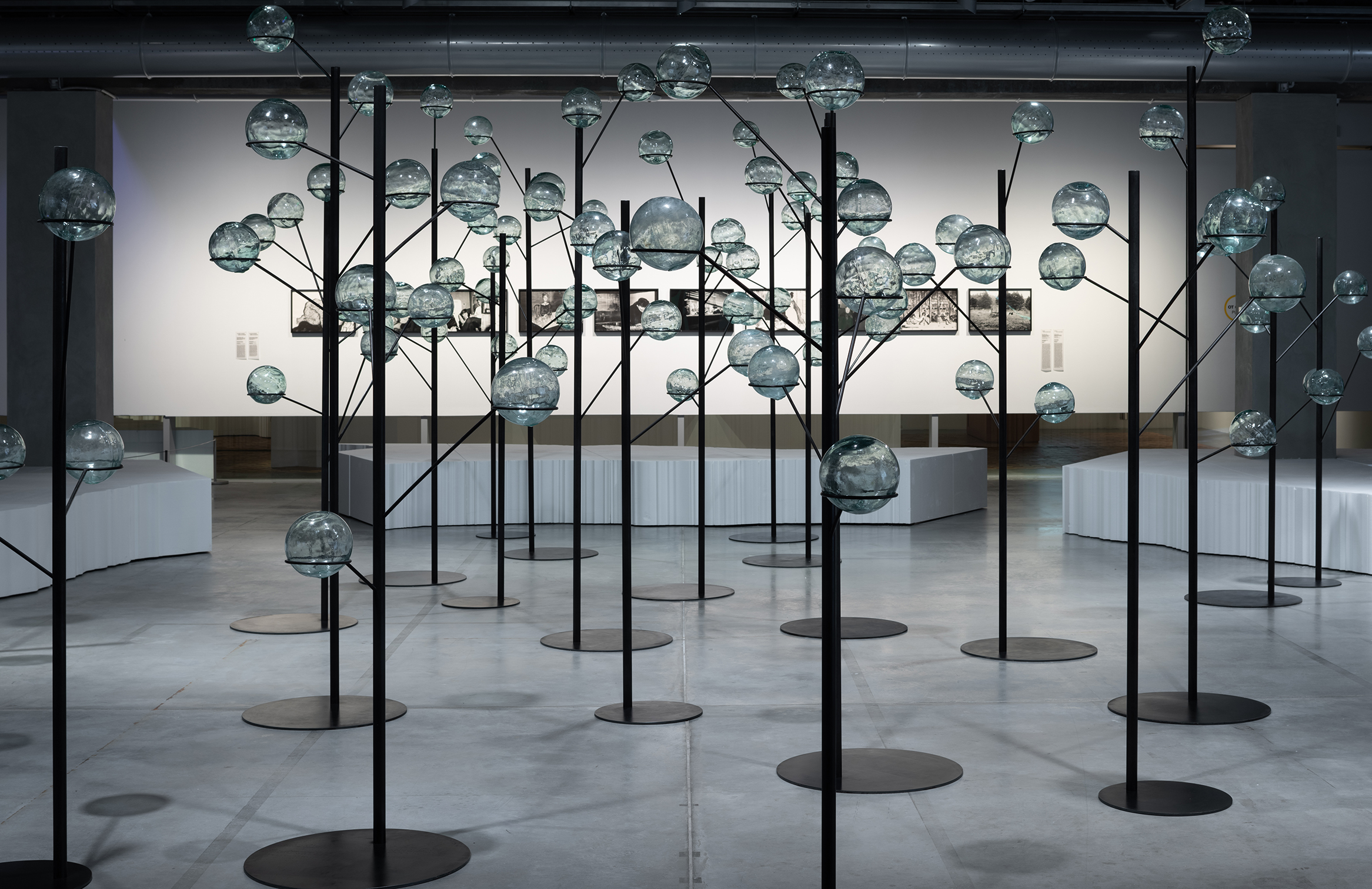
Alexander Morozov. Air particulièrement lent. 2020. Installation. 2e Triennale d'art contemporain russe « Une belle nuit pour tous »

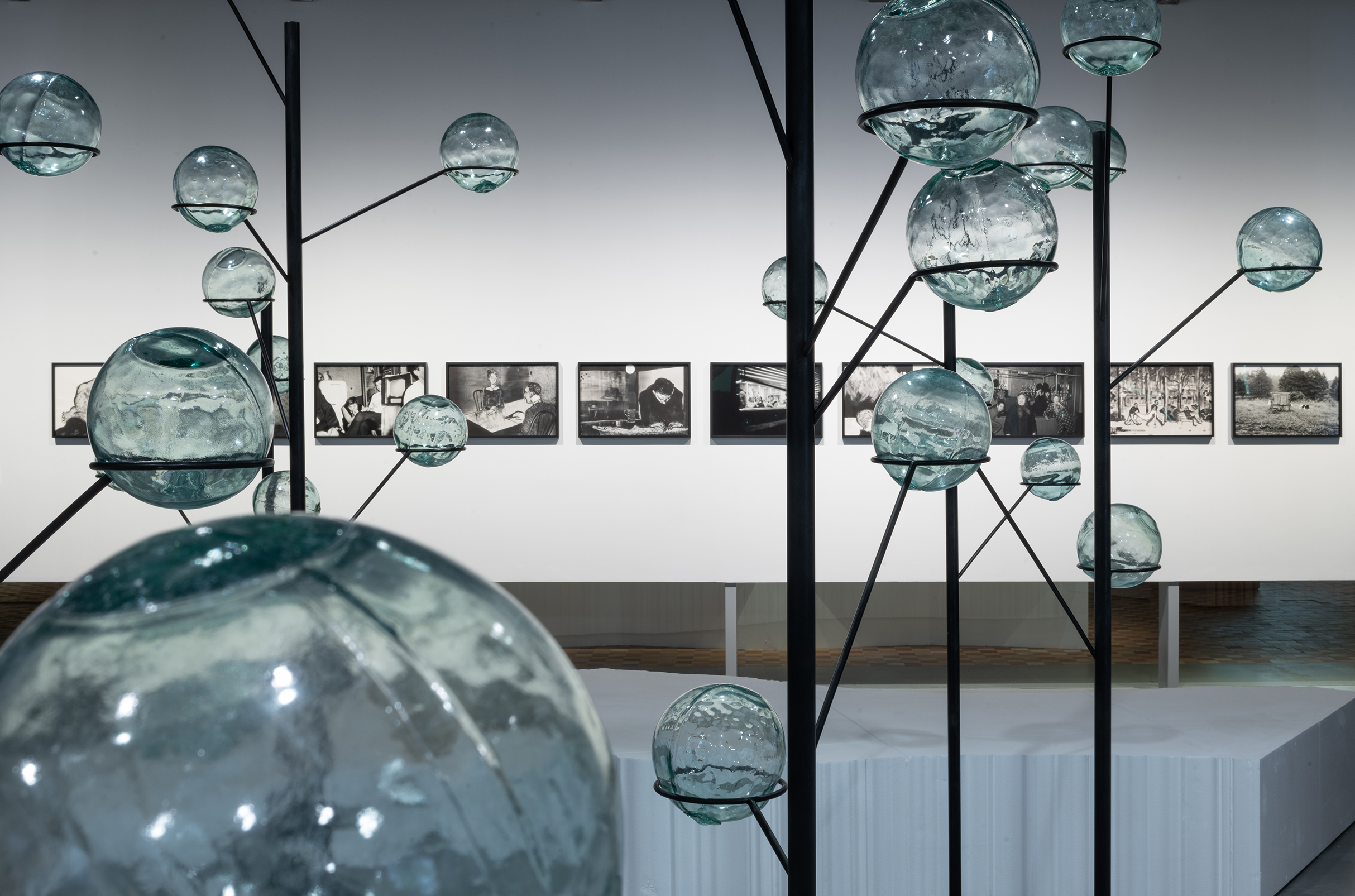
Alexander Morozov. Air particulièrement lent. 2020. Installation. 2e Triennale d'art contemporain russe « Une belle nuit pour tous »

L'installation « Particularly Slow Air » se compose de flotteurs en verre utilisés par les pêcheurs estoniens pour maintenir leurs filets à la surface de l'eau et de structures en acier. Ces flotteurs proviennent du village de Nõmmküla, dont les pêcheurs sont célèbres pour avoir capturé les plus gros poissons de l’histoire récente de l’Estonie. Le village se situe sur l’île de Muhu, autrefois utilisée comme base de missiles soviétiques. Pendant leur présence sur l’île, les militaires interdisaient aux pêcheurs de prendre la mer, car il s’agissait d’un territoire frontalier.

### La Station Dystopie. 2020

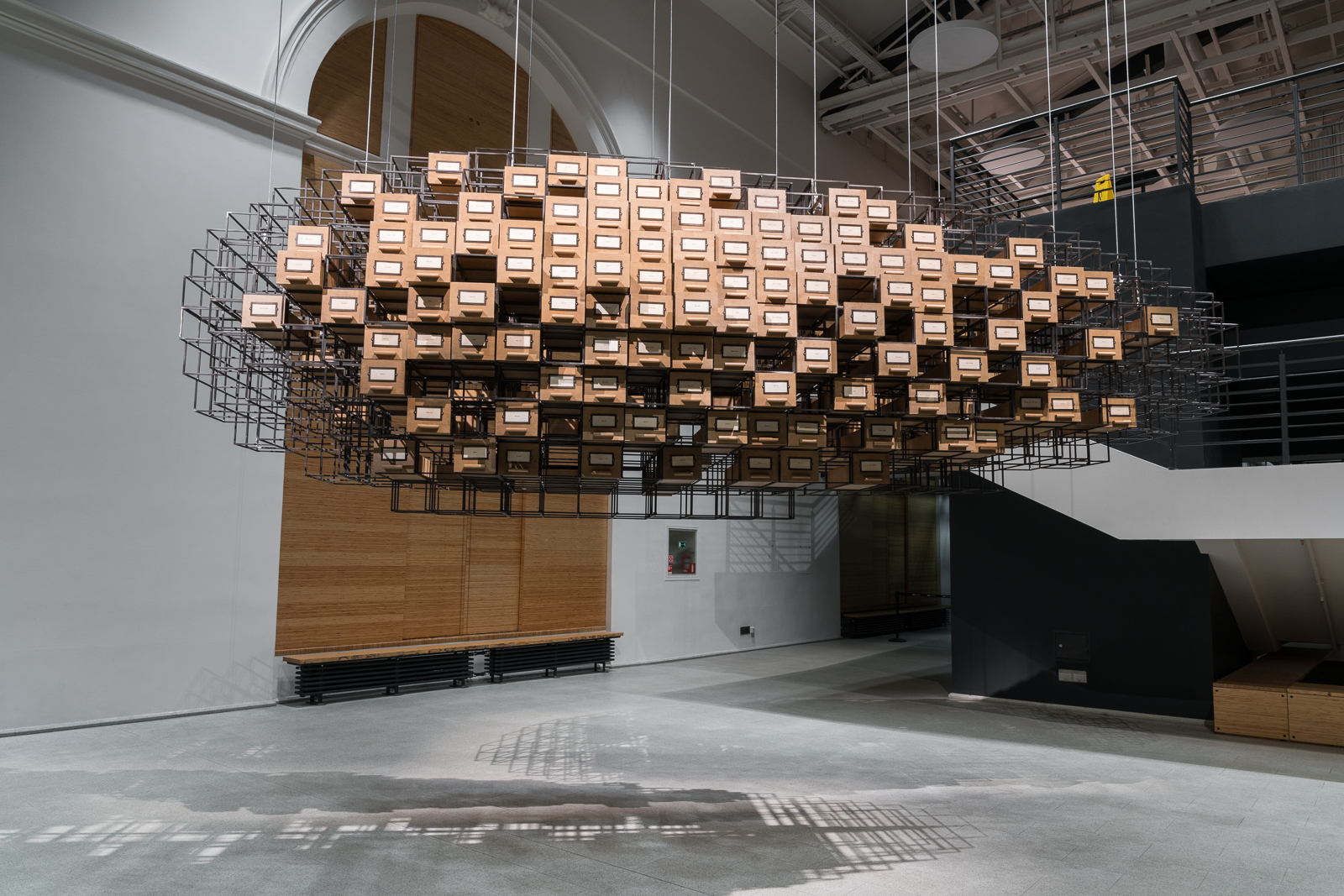
Alexander Morozov. Station Dystopie. 2020. Installation. NEMOSKVA est juste au coin de la rue. Salle d'exposition du Manège Central. Saint-Pétersbourg

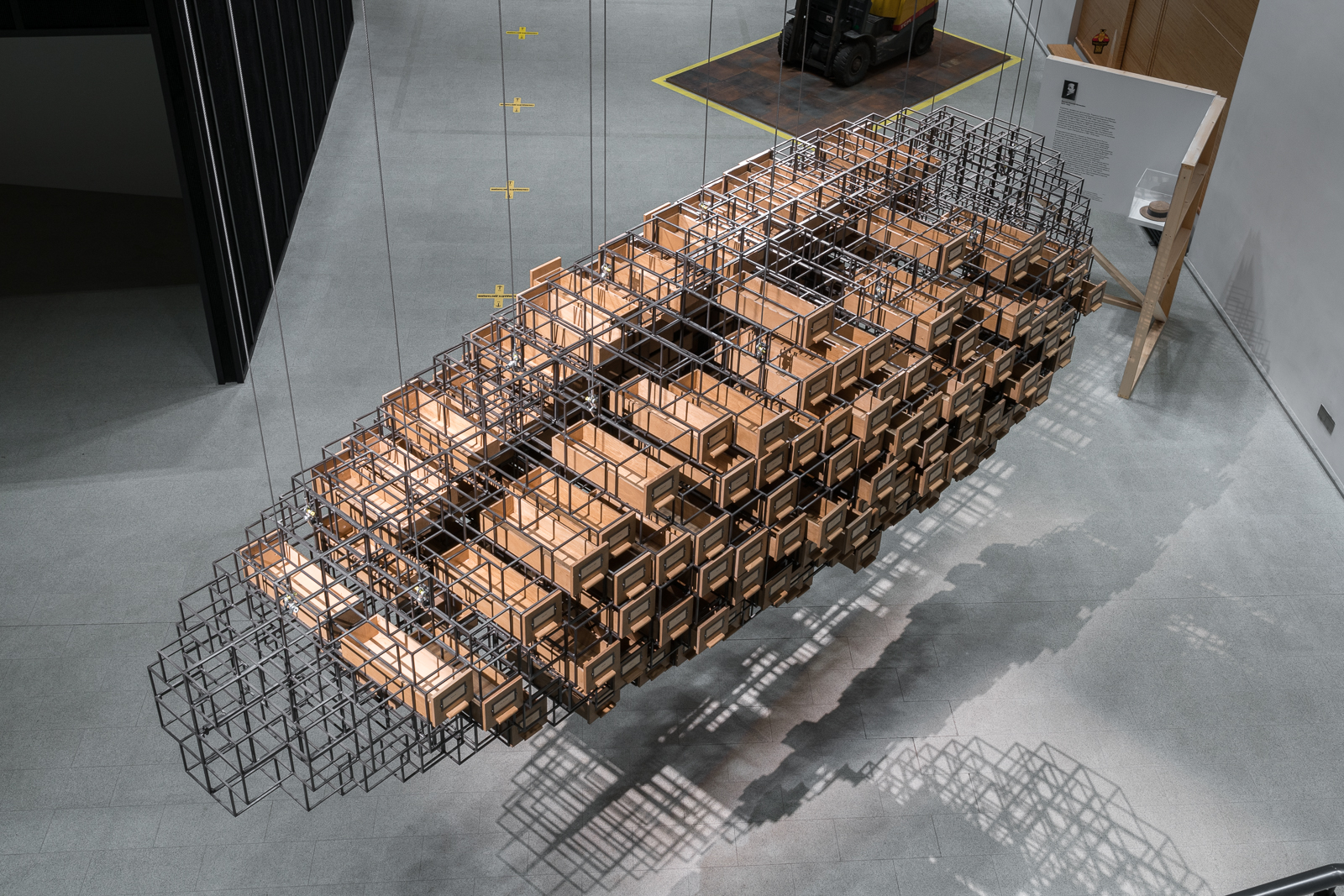
Alexander Morozov. Station Dystopie. 2020. Installation. NEMOSKVA est juste au coin de la rue. Salle d'exposition du Manège Central. Saint-Pétersbourg

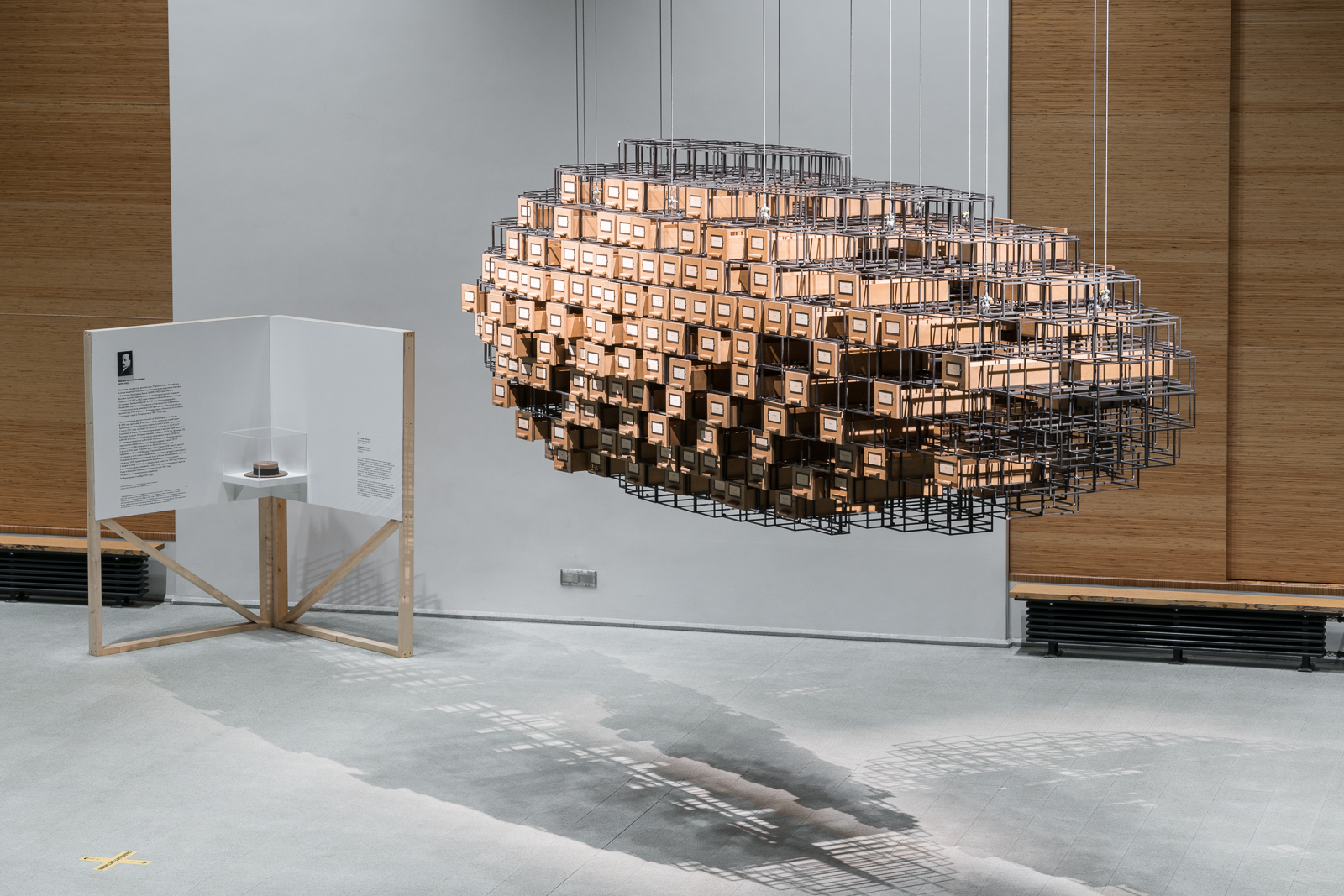
Alexander Morozov. Station Dystopie. 2020. Installation. NEMOSKVA est juste au coin de la rue. Salle d'exposition du Manège Central. Saint-Pétersbourg

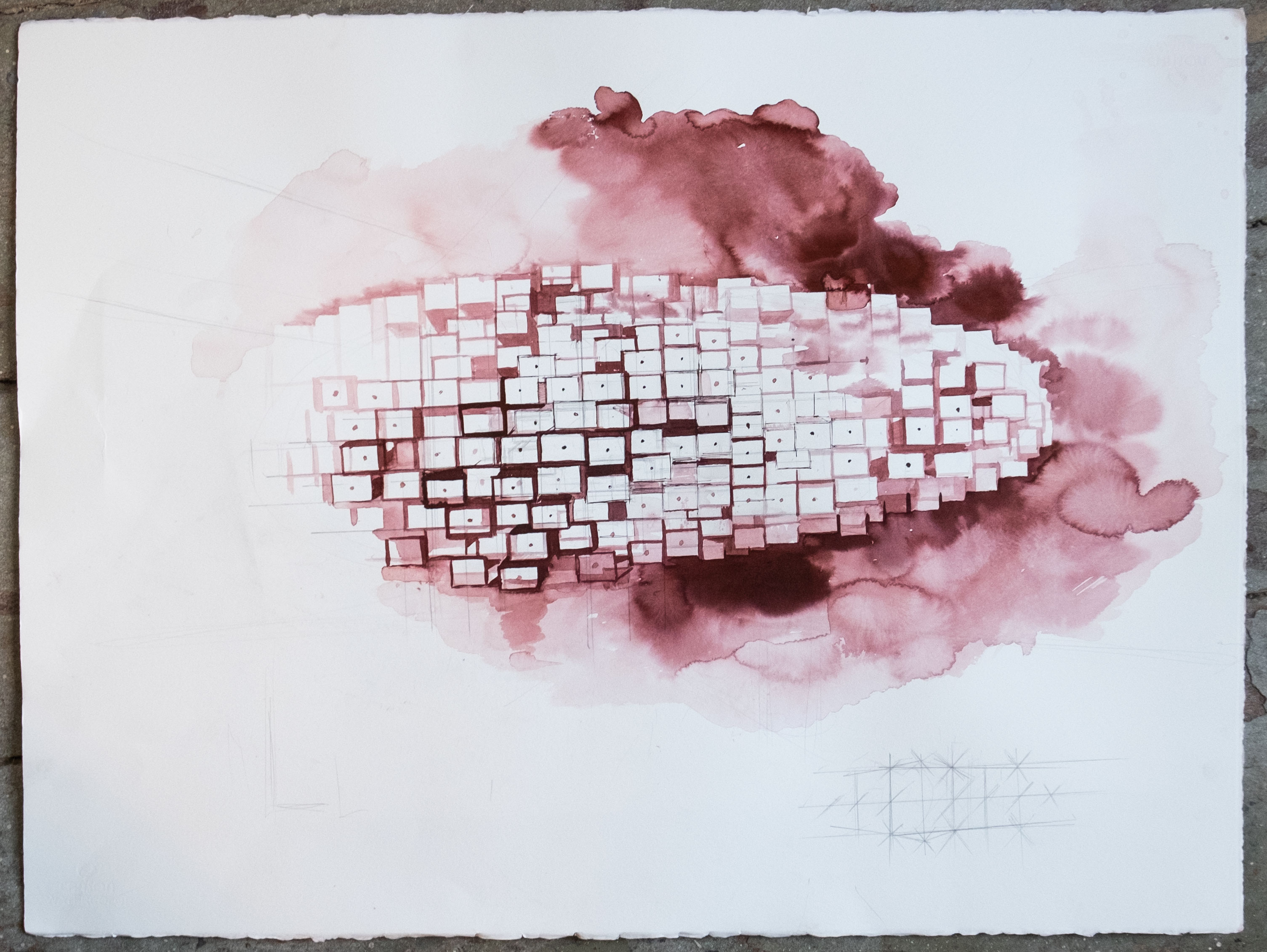
Alexander Morozov. Station Dystopie. 2020. Esquisser.

« La Station Dystopie » — un dirigeable massif suspendu dans les airs construit à partir de boîtes de fichiers. L'installation montrée dans le Manège de Saint-Pétersbourg témoigne de la nécessité de la désovétisation et appelle à l'ouverture des archives secrètes du NKVD. Dans l'oeuvre, nous voyons une structure moderniste dans laquelle les boîtes de catalogue sont également une unité de mémoire culturelle — un bit de mémoire. Le Manège a longtemps servi de garage pour le NKVD, dont le projet a été développé par Nikolaï Lanceray à « Charachka » — le « Bureau de conception et technique spécial » de la prison.

## Expositions personnelles
- 2025 — Lost Memories. Galerie In-Gate, Bruxelles, Belgique[1]

## Expositions de groupe (sélection )
- 2020 — État d'urgence, Galerie Triumph, Moscou, Russie[2],[3]
- 2018 — Portail Zaryadye, Ruines de l’aile du musée d’Architecture Chtchoussev, Moscou, Russie[4]

## Galerie

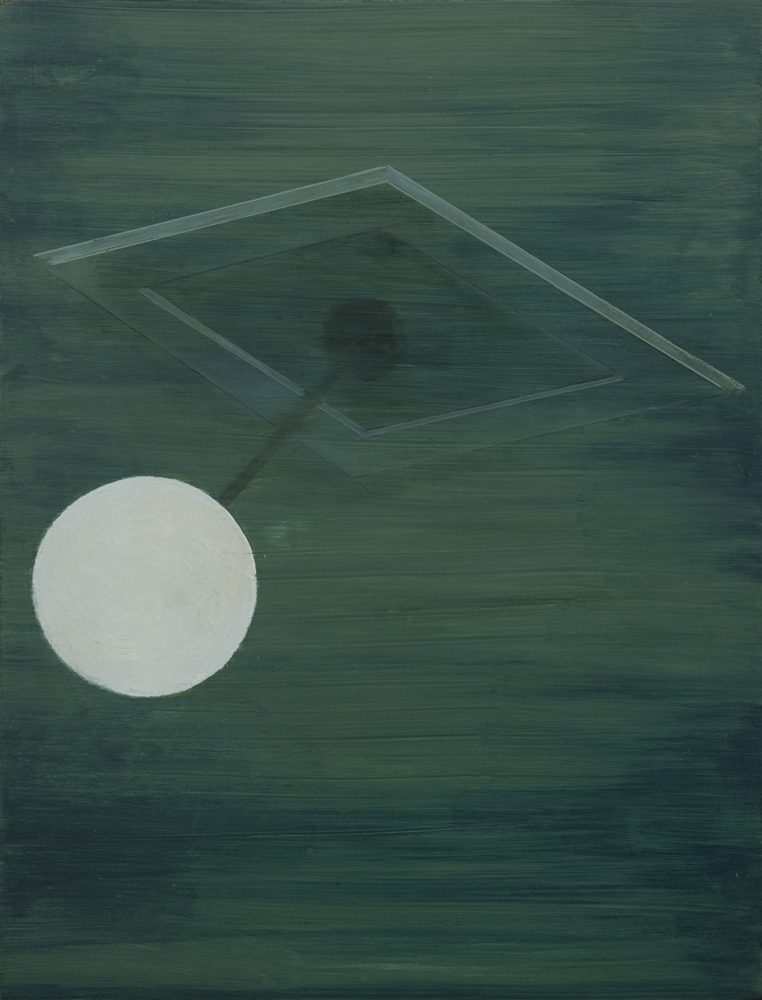
Alexander Morozov. Lampe. 2014. Tempera sur panneau enduit de gesso.  42 × 32 × 3 cm
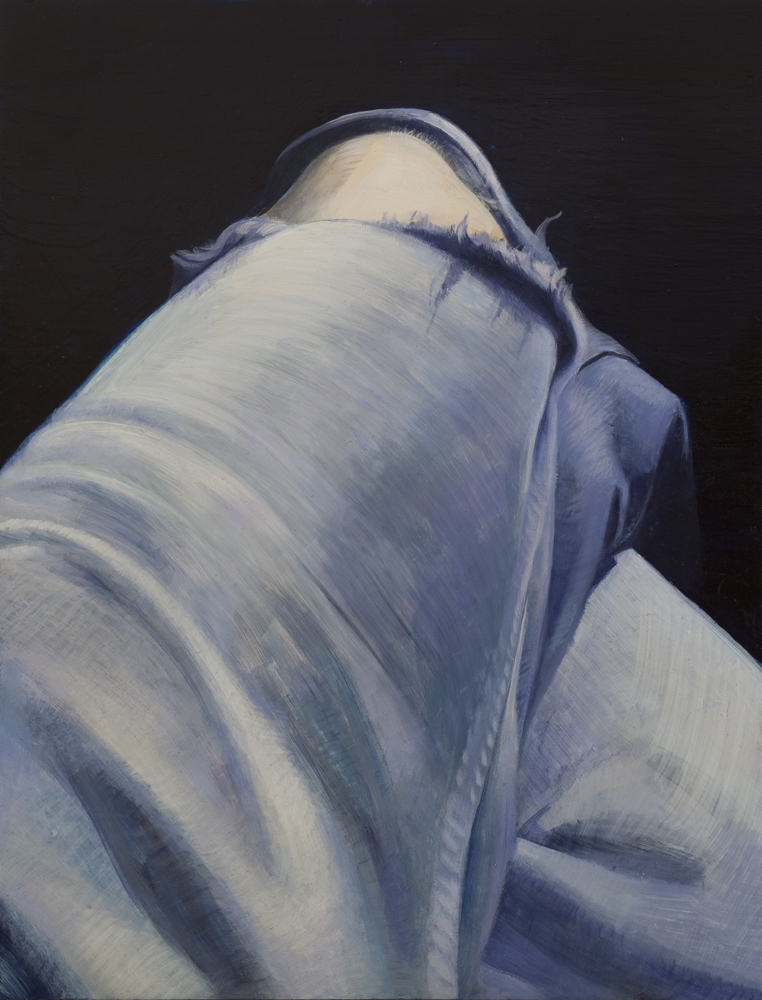
Alexander Morozov. Pantalon de travail. 2014. Tempera sur panneau enduit de gesso. 42 × 32 × 3 cm
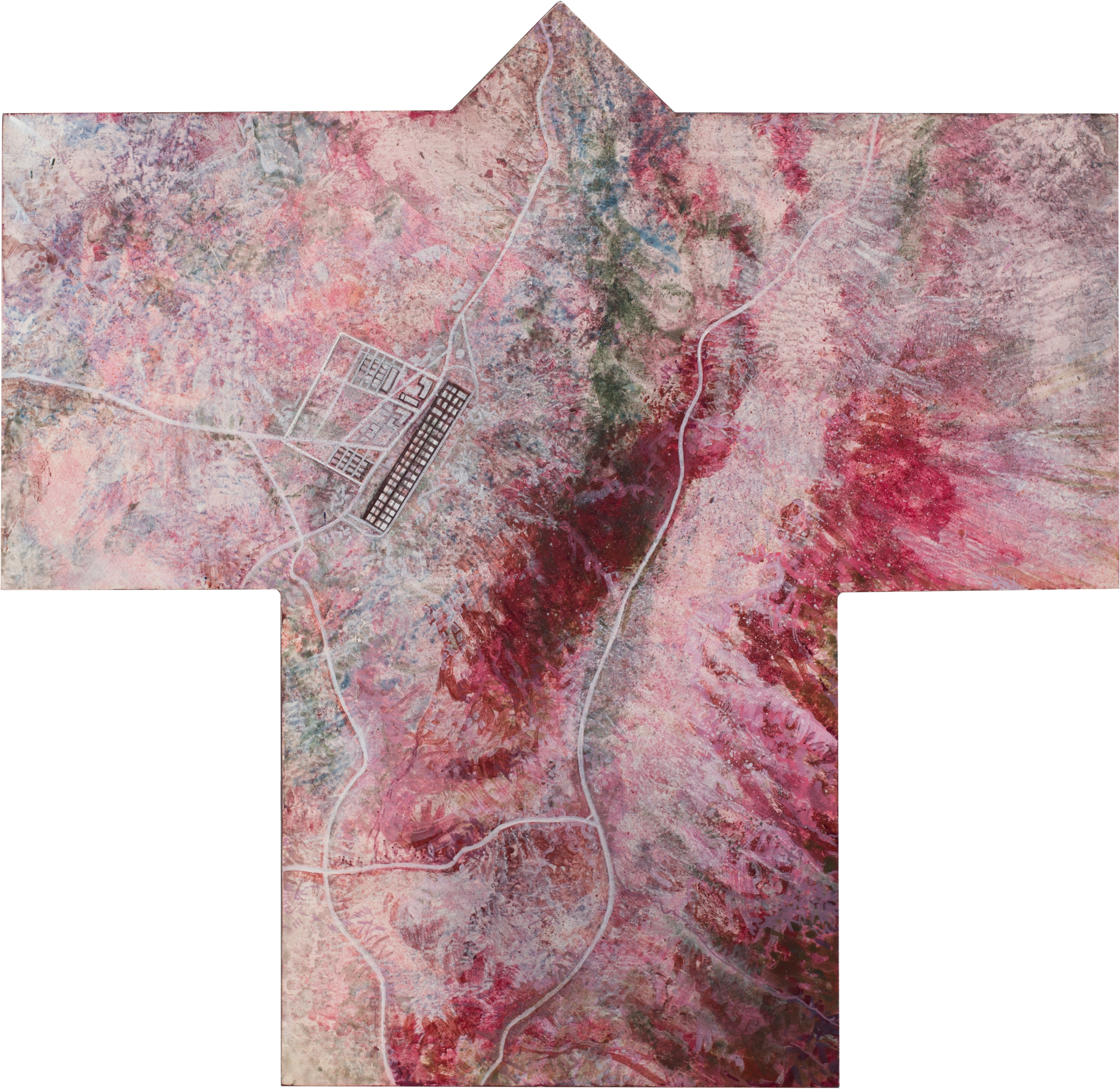
Alexander Morozov. Cosa Mentale №8. 2018. Tempéra à l’œuf sur panneau gesso. 55 × 57 × 3 cm
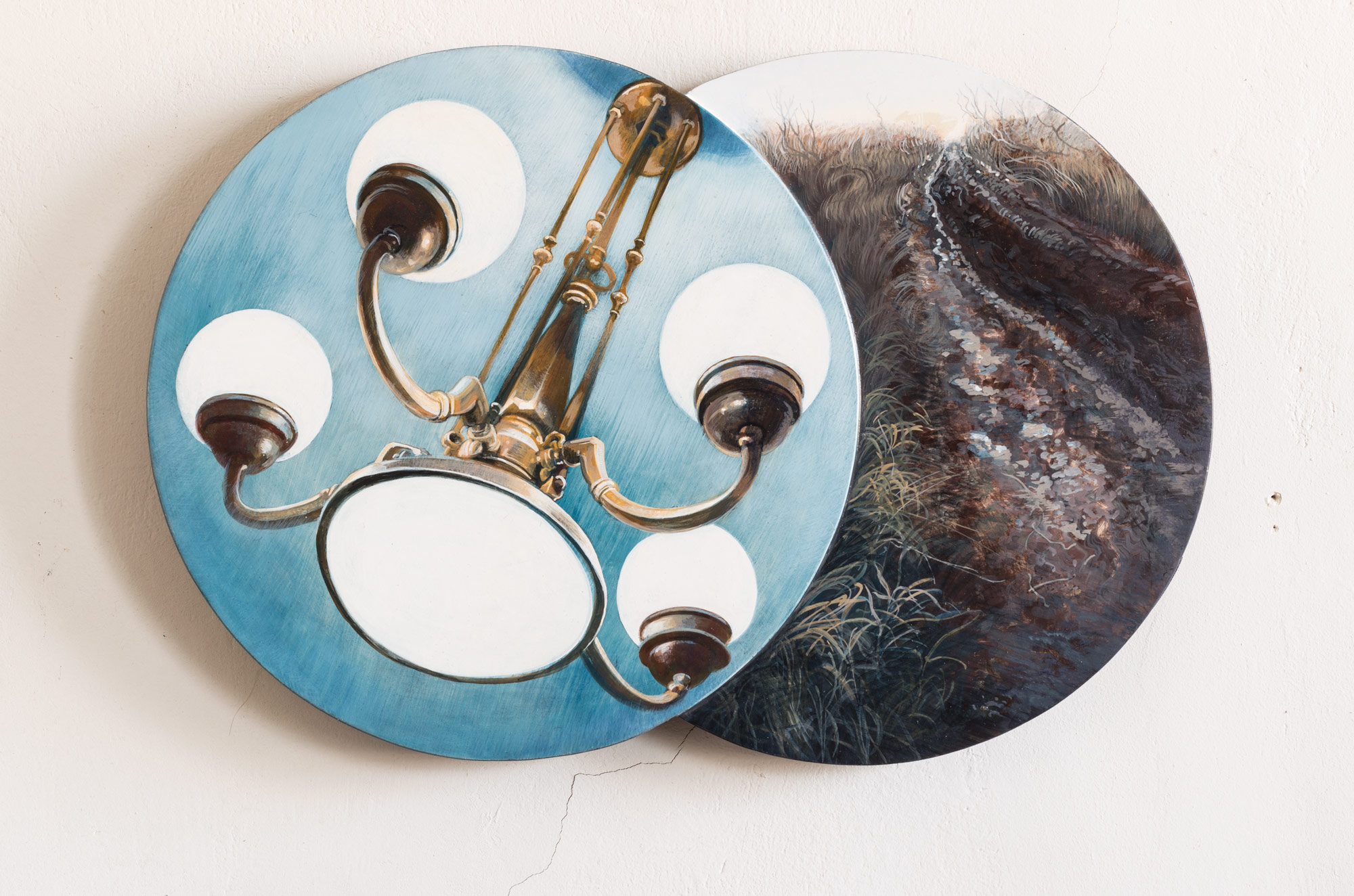
Alexander Morozov. Cap Tobizina. 2016. Tempera à l'œuf sur panneau enduit de gesso. 44 × 66 × 4 cm
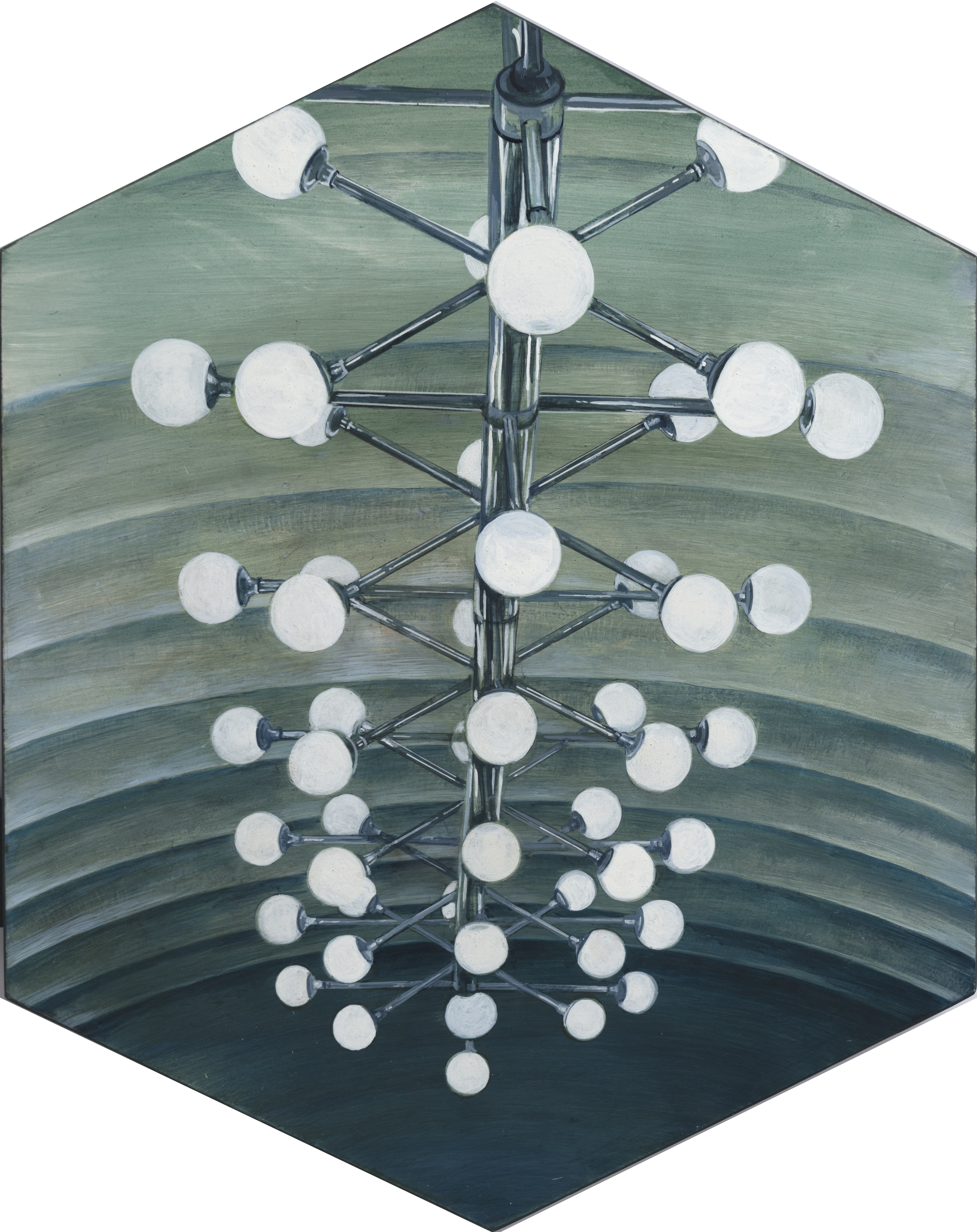
Alexander Morozov. Ozerki. 2016. Tempera à l'œuf sur panneau enduit de gesso. 53,5 × 42,8 × 3 cm